# Fluoreto de etila
Fluoreto de etila (português brasileiro) ou fluoreto de etilo (português europeu) ou fluoroetano é um haloalcano de fórmula química C2H5F. Ele é utilizado como gás refrigerante (R-161), apesar de ser altamente inflamável.